# Куп пет нација 1911.
Куп пет нација 1911. (службени назив: 1911 Five Nations Championship) је било 30. издање овог најелитнијег репрезентативног рагби такмичења Старог континента. а 2. издање Купа пет нација.
Змајеви су освојили Гренд слем.

## Такмичење
Француска - Шкотска 16-15
Велс - Енглеска 15-11
Енглеска - Француска 37-0
Шкотска - Велс 10-32
Ирска - Енглеска 3-0
Шкотска - Ирска 10-16
Француска - Велс 0-15
Велс - Ирска 16-0
Енглеска - Шкотска 13-8
Ирска - Француска 25-5

## Табела
|   | Селекција                      | ИГ | Д | Н | И | ПД | ПП | ПР  | Б |  |
| - | ------------------------------ | -- | - | - | - | -- | -- | --- | - |  |
| 1 | Рагби репрезентација Велса     | 4  | 4 | 0 | 0 | 78 | 21 | +57 | 8 |  |
| 2 | Рагби репрезентација Ирске     | 4  | 3 | 0 | 1 | 44 | 31 | +13 | 6 |  |
| 3 | Рагби репрезентација Енглеске  | 4  | 2 | 0 | 2 | 61 | 26 | +35 | 4 |  |
| 4 | Рагби репрезентација Француске | 4  | 1 | 0 | 3 | 21 | 92 | -71 | 2 |  |
| 5 | Рагби репрезентација Шкотске   | 4  | 0 | 0 | 4 | 43 | 77 | -34 | 0 |  |